# Источни Јорк (Торонто)
Источни Јорк (енгл. East York) је градска четврт града Торонта у канадској провинцији Онтарио. То је била полу-аутономна општина у оквиру општине метрополитански Торонто до 1998, када је обједињена у нови Велики Торонто.

## Спортови
Ист Јорк је дом за многе спортске тимове. Хокејашки тимови Bulldogs, Victoria Village и Flames играју у East York Arena, Victoria Village arena и Leaside Memorial Community Garden. У све три лиге се одржавају тренинзи за почетнике, девојчице и дечаке, као и припреме за такмичења која се одржавају у Хокејашкој лиги у Јужном Јорку.
У Ист Јорку постоје и фудбалски тимови East York Soccer и Leaside-East Toronto Soccer Club који играју у East York Collegiate и Leaside High School and Flemingdon и Clearlea Soccer који игра на разним местима. У Leaside клубу се одржавају почетнички тренинзи и припреме за такмичења за све узрасте.
У Ист Јорку се налазе и бејзбол организације East York и Topham Park. У Topham Park-у се одржавају тренинзи за почетнике, а у East York-у се поред тога одржавају и ААА Бејзбол тренинзи за све узрасте.
Овде су основани и клизачки клуб, гимнастичарски клуб, клуб куглања на трави, керлинг клуб, као и тимови скејтбордера, што ову област чини доста развијену по питању спорта. Један од тимова скејтбордера у сарадњи са локалном заједницом 2007. године изградили су East York Skatepark.
Највећи рекреативни центар у целом Leaside-у, Leaside Memorial Community Gardens, је удаљен од Ист Сајда око 2.6 km. Он се састоји од затвореног базена, клизалишта, једног карлинг клизалишта и великог аудиторијума.

## Демографија
| Видљиве мањине, 2006  | Популација | Проценти |
| --------------------- | ---------- | -------- |
| Јужни Азијати         | 19,315     | 17.4     |
| Кинези                | 6,870      | 6.2      |
| Филипинци             | 4,625      | 4.2      |
| Црнци                 | 4,510      | 4.1      |
| Западни Азијати/Арапи | 2,510      | 2.3      |
| Латиноамериканци      | 835        | 0.8      |
| Југоисточни Азијати   | 715        | 0.6      |
| Корејци               | 630        | 0.6      |
| Јапанци               | 610        | 0.5      |
| Остали                | 1,735      | 1.5      |

## Познати становници
- Вил Арнет, глумац
- Едвин Алонзо Бојд, пљачкаш банака
- Џим Бренан, бивши фудбалер
- Роб и Рич Батлер, професионални бејзбол играчи
- Џон Кенди, комичар и глумац
- Стивен Харпер, премијер Канаде (живео је у месту Лисајд)
- Џорџ Данбар, фотограф
- Џеси Ф. Килер, DJ/продуцент MSTRKRFT и басиста/клавјатуриста
- Питер Линч, ТВ директор
- Расел Мартин, професионални бејзбол играч
- Рејмонд Меси, глумац
- Дамаскин Давидовић, бивши епископ Српске православне цркве
- Винсент Меси, генерални гувернер Канаде
- Роберт Меклур, медицински мисионар
- Агнез Мегфел, прва жена која је изабрана у Доњи дом Канаде
- Колин Мохри, глумац и импровизовани комичар
- Чарлс Суриол, аутор и природњак
- Ребен Смит, ветеран Првог и Другог светског рата, истакао се као аматер хортикултуре
- Кифер Садерланд, филмски и ТВ глумац, посебно у 24
- Ширли Даглас, глумица, ћерка политичког вође Томи Дагласа и мајка Кифера Садерланда
- Браћа Крат, дечји ТВ водитељи
- , канадска инди рок група
- Рон Тејлор, професионални бејзбол играч, лекар
- Доминик Троирано, бивши гитариста ,  и
- Нерен Вирџин, журналиста, глумац и учитељ
- Випер Били Вотсон, шампион рвања